# Die Schlange (Giambattista Basile)

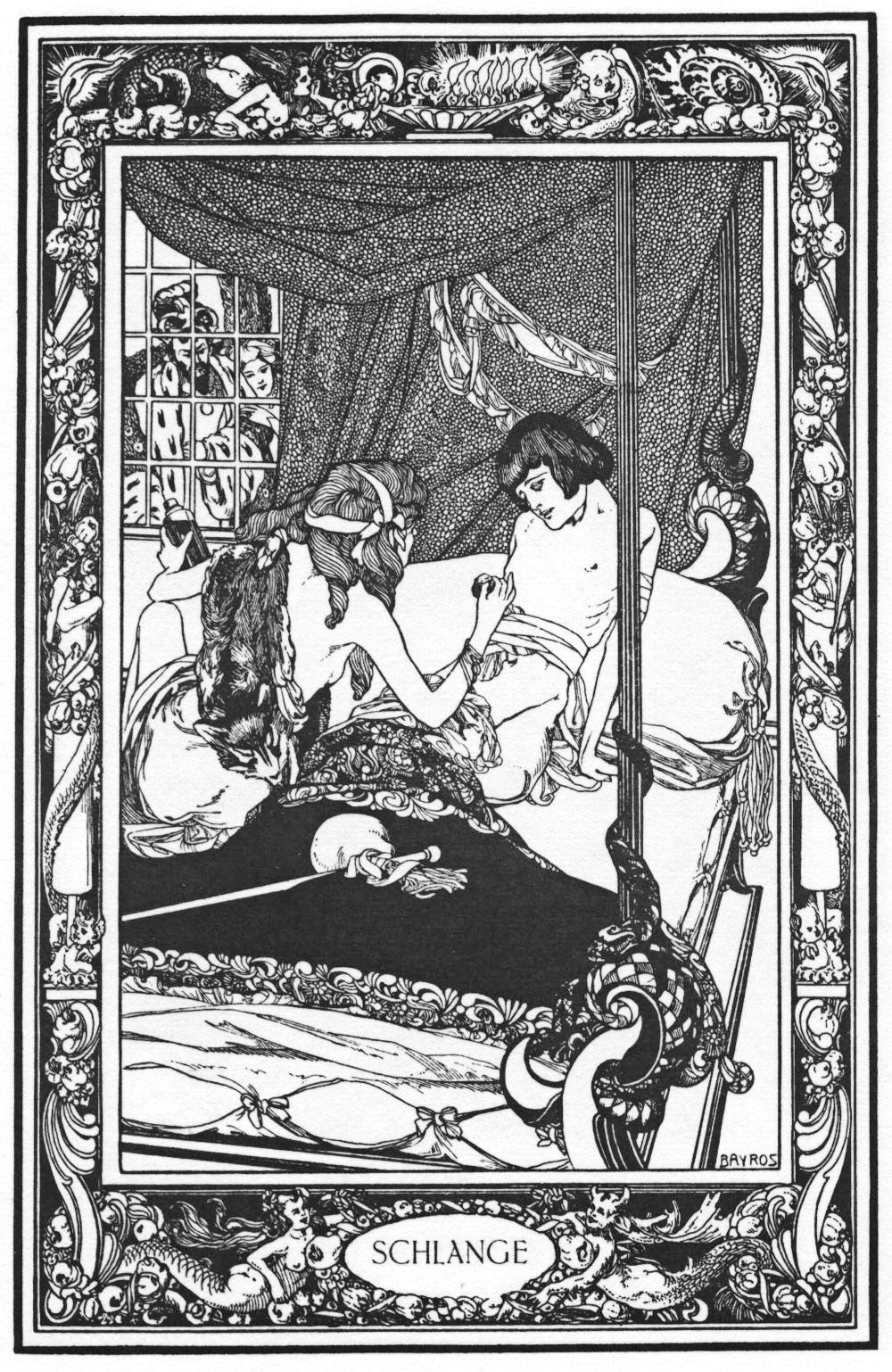
Illustration von Franz von Bayros, 1909

Die Schlange (neapolitanisches Original: Lo serpe) ist ein Märchen (AaTh 433 B, vgl. 425 A, 432). Es steht in Giambattista Basiles Sammlung Pentameron als fünfte Erzählung des zweiten Tages (II,5).

## Inhalt
Eine kinderlose Bäuerin adoptiert eine Schlange aus einem Reisigbündel, das ihr Mann heimbringt. Die wird groß und lässt vom Bauern um die Königstochter werben. Der König fordert, dass sein Garten zu Gold, dann die Mauern Diamant, schließlich der Palast zu Gold wird. Die Schlange lässt den Bauern Kerne, Scherben und Kräuter säen, vollbringt alles, der König gibt sich geschlagen. Alle nehmen Reißaus vor dem Bräutigam, nur die Braut ist standhaft. Er häutet sich und ist ein schöner Mann. Die Eltern verbrennen die Haut, er wird zur Taube, die flieht und sich an den Fenstern blutig stößt. Auf ihrer Suche trifft die Tochter eine Füchsin, die den Vögeln ablauscht, der Prinz werde vom Vogel- und Fuchsblut geheilt. Die Füchsin fängt die Vögel, und sie erschlägt mit List die Füchsin. Sie heilt den Prinzen, der in die Schlange verwünscht gewesen war, und erhält ihn zum Mann. Erst als er sie erkennt, willigt er ein, da sieht sie seine Treue.

## Bemerkungen

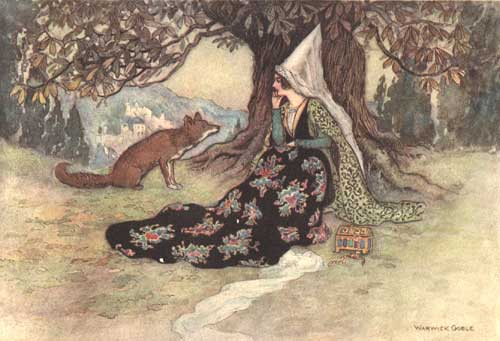
Illustration von Warwick Goble, 1911

Fruchtbarkeitsmetaphern wie das „Einpfropfen“ des Reisigs, aber auch die magische Goldsaat spotten über das Bauernpaar. Der mythologische Gehalt der Schlange ist hier freundlich aufgefasst. Vgl. bei Basile II,2 Verde Prato, II,9 Der Riegel, V,4 Der goldene Stamm und schon bei Straparola König Schwein und Biancabella. Das Märchen erschien auf Deutsch von Jacob Grimm und 1845 in Hermann Kletkes Märchensaal, Nr. 9. Vgl. Grimms Märchen von der Unke, Das singende springende Löweneckerchen, Hans mein Igel, Bechsteins Siebenhaut. Rudolf Schenda nennt neben italienischen Varianten, Gonzenbach Nr. 43, Imbrianis Novellaja Nr. 12, Calvino Nr. 4, 19, 30, 149, 182, De Simone Nr. 55, auch eine ungarische in Linda Déghs Hungarian Folktales, Nr. 7. Walter Scherf findet Basiles Text ungereimt, das Motiv des zu teilenden Lohns bleibt blind.
Das Märchen ist auch bei Svend Grundtvig, Band 2, Nr. 314, S. 191 zu finden. Diese dänische Variante, die aus Nykøbing auf Mors stammt, wurde 1856 von Nikolaj Christensen nach Bodil Marie Nielsdatter aufgezeichnet.